# Butte de triage
Pour les articles homonymes, voir Butte.
Une butte de triage ou bosse de triage est une colline artificielle créée dans les gares de triage.  

## Fonctionnement

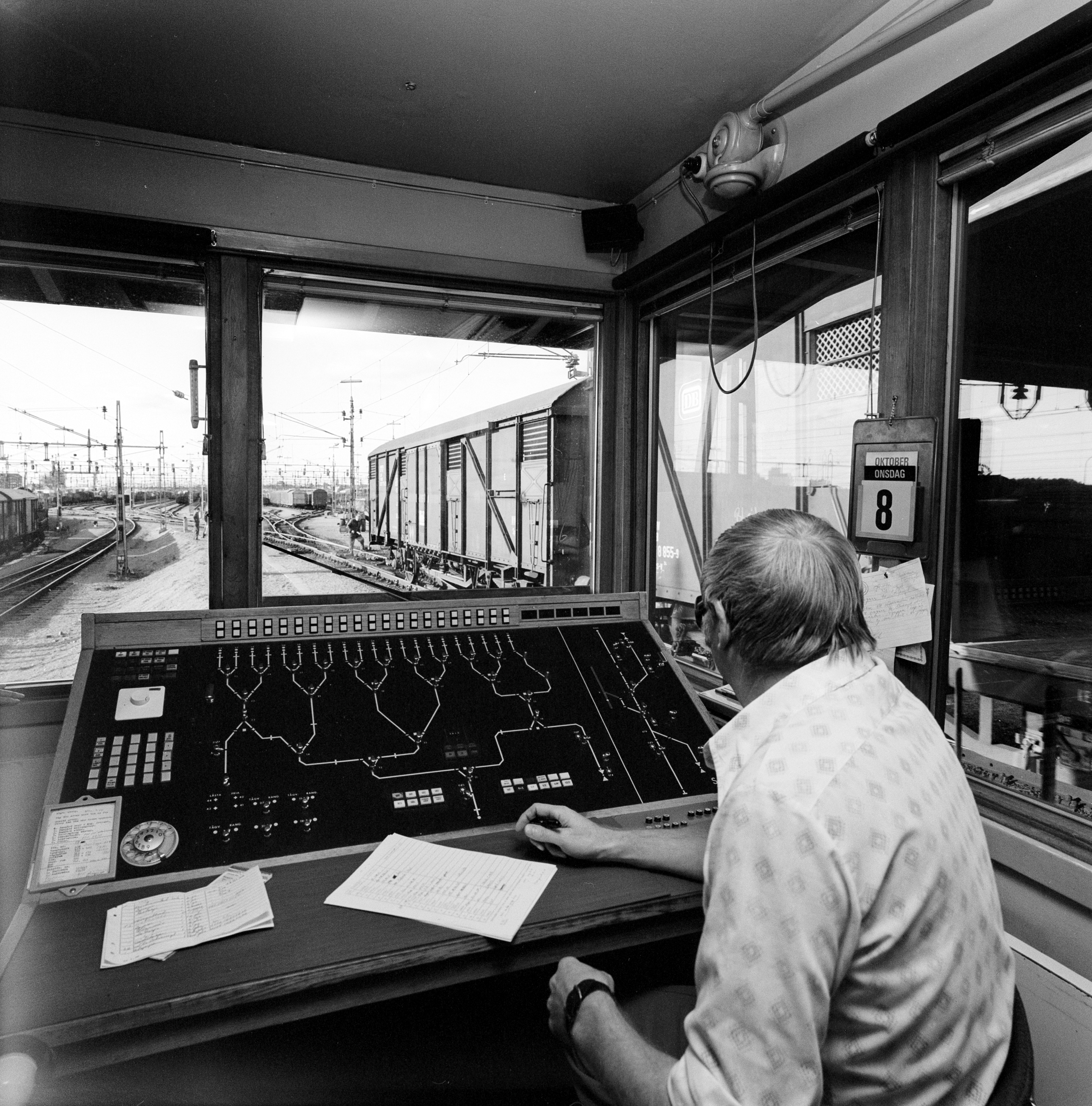
Chef de butte dans sa cabine

Le train à trier arrive sur une voie du faisceau de réception où les wagons sont détachés (attelage et déconnexion des conduites pneumatiques de freins et éventuellement de tout autre cablage). La rame est ensuite poussée lentement vers la butte par une locomotive de manœuvre. Chaque wagon ou groupe de wagons arrivé au sommet redescend, isolément ou par groupe, puis est aiguillé sur la voie du faisceau de triage qui correspond au convoi  auquel ils sont destinés. Les wagons successifs sont suffisamment espacés pour permettre de diriger chacun sur la voie appropriée. Les wagons sont ralentis par des freins de voie pour aborder sans brutalité les wagons stationnant sur la voie où ils sont dirigés. 
Un poste est établi à proximité de la bosse d’où un chef de butte pilote le triage en communiquant avec le mécanicien de la machine de manœuvre. La commande des aiguilles successives est effectuée automatiquement par le wagon sous la supervision de cet agent. 
Certaines gares disposent d’une ou plusieurs buttes pour effectuer un classement supplémentaire entre le faisceau de triage et le faisceau de départ. Les wagons transportant les marchandises les plus fragiles ne passent pas à la bosse mia par une voie de contournement.
Ce type de triage, le plus efficace, permet le tri de plusieurs milliers de wagons par jour. On estime que le tri à la gravité est plus rentable que le tri à plat au delà de 200 à 300 coupes (ou de 300 à 500 wagons) quotidiennes.

## Hauteur
La hauteur d’une butte de triage est déterminée en fonction  de la résistance au roulement des wagons, en particulier de la résistance à la courbure au passage des aiguillages. La dénivellation est de 2 mètres à 3,75 m, la pente de 30 à 60 ‰.

## Histoire
Les premières gares de triages à buttes datent des années 1850 (en Allemagne à Leipzig en 1858).
Jusqu’aux années 1920, le chef de butte communiquait oralement par porte-voix avec le mécanicien et avec les enrayeurs qui posaient des sabots sur les voies pour freiner les wagons avant l’installation de freins de voies.
En raison de la chute du fret ferroviaire et pour limiter les coûts d'entretien, il ne reste en France que 5 triages à la gravité. Le tri à plat est désormais pratiqué dans la plupart des triages français, laissant la bosse et les freins de voies inutilisés.

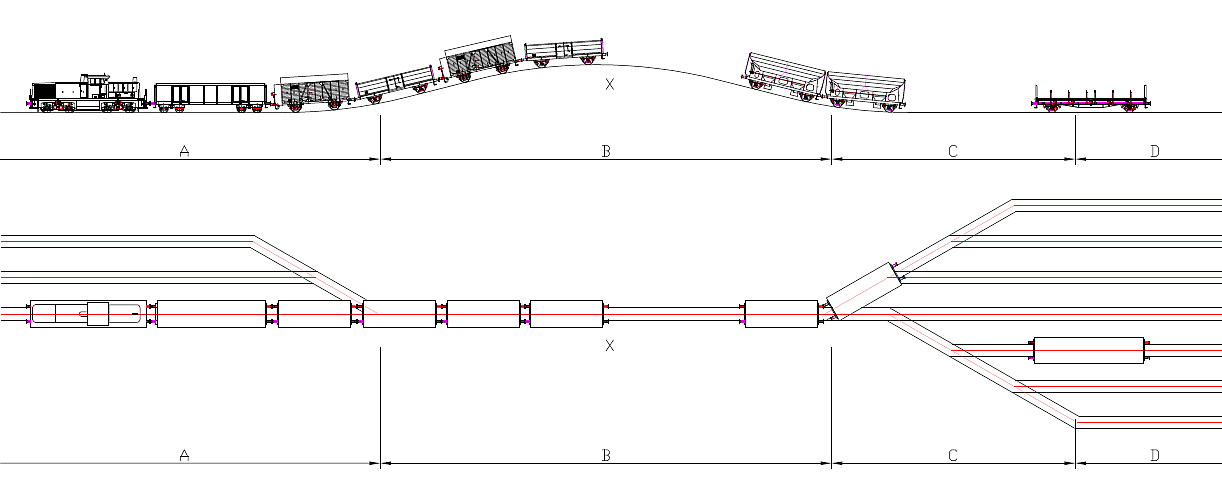
Schéma de butte
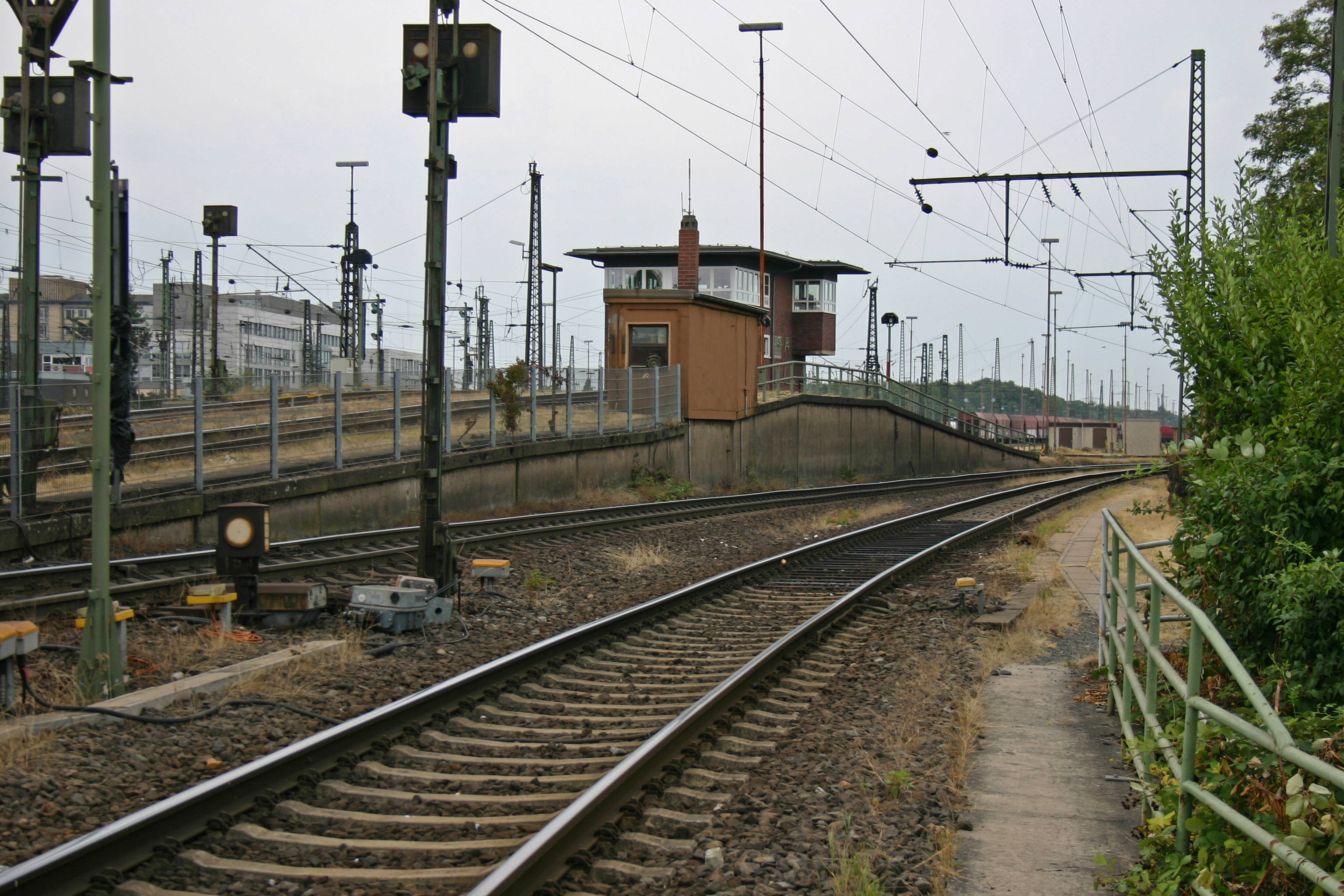
Butte du triage d’Oberhausen West en Allemagne, avec sa cabine

### Présentation
Méthode du tir au but : ancien film SNCF de présentation